# Lucine Amara
Lucine Amara, nome d'arte di Lucine Armaganian (Hartford, 1º marzo 1925 – New York, 6 settembre 2024), è stata un soprano statunitense, nota in particolare per la lunga attività presso il Metropolitan Opera.

## Biografia
Di origine armena, cresciuta a San Francisco, iniziò l'attività come corista alla San Francisco Opera, continuando lo studio alla Music Academy of the West con Richard Bonelli ed esordendo come solista nel 1948 con un concerto alla Hollywood Bowl. Il debutto sul palcoscenico avvenne l'anno successivo a San Francisco come protagonista di Arianna a Nasso.
Nel 1950 debuttò al Metropolitan come "Voce dal cielo" nel Don Carlo, iniziando una lunghissima frequentazione del massimo teatro americano protrattasi fino al 1991 per 41 stagioni, durante le quali apparve in 885 rappresentazioni e 56 ruoli diversi. È da notare tuttavia che a partire dalla seconda metà degli anni settanta venne utilizzata prevalentemente come sostituta, cantando in poche recite ogni anno.
Apparve anche in Europa (Teatro dell'Opera di Roma, Staatsoper di Vienna, Glyndebourne Festival Opera), Russia e Cina. I ruoli più eseguiti furono Mimì, Musetta, Nedda,  Micaela, Butterfly, Tatiana, Donna Elvira.
Dopo il ritiro dalle scene si dedicò all'insegnamento.

## Repertorio
| Repertorio operistico                  | Repertorio operistico          | Repertorio operistico |
| Ruolo                                  | Titolo                         | Autore                |
| -------------------------------------- | ------------------------------ | --------------------- |
| Frasquita Micaëla                      | Carmen                         | Bizet                 |
| Ellen Orford                           | Peter Grimes                   | Britten               |
| Lady Billows                           | Albert Herring                 | Britten               |
| Tat'jana                               | Evgenij Onegin                 | Čajkovskij            |
| Maddalena di Coigny La vecchia Madelon | Andrea Chénier                 | Giordano              |
| Euridice                               | Orfeo ed Euridice              | Gluck                 |
| Donna del popolo                       | Alceste                        | Gluck                 |
| Marguerite                             | Faust                          | Gounod                |
| Gertrud                                | Hänsel und Gretel              | Humperdinck           |
| Nedda                                  | Pagliacci                      | Leoncavallo           |
| Contessa d'Almaviva Susanna            | Le nozze di Figaro             | Mozart                |
| Donna Elvira                           | Don Giovanni                   | Mozart                |
| Fiordiligi                             | Così fan tutte                 | Mozart                |
| Pamina Erste dame                      | Die Zauberflöte                | Mozart                |
| Antonia                                | Les contes d'Hoffmann          | Offenbach             |
| Mère Marie                             | Dialogues des Carmélites       | Poulenc               |
| Manon Lescaut                          | Manon Lescaut                  | Puccini               |
| Mimì Musetta                           | La bohème                      | Puccini               |
| Floria Tosca                           | Tosca                          | Puccini               |
| Cio-Cio-San Kate Pinkerton             | Madama Butterfly               | Puccini               |
| Liù                                    | Turandot                       | Puccini               |
| Vierte Magd                            | Elektra                        | Strauss               |
| Die Waise                              | Der Rosenkavalier              | Strauss               |
| Arianna                                | Ariadne auf Naxos              | Strauss               |
| Luisa Miller                           | Luisa Miller                   | Verdi                 |
| Contessa di Ceprano                    | Rigoletto                      | Verdi                 |
| Inès Leonora                           | Il trovatore                   | Verdi                 |
| Annina                                 | La traviata                    | Verdi                 |
| Amelia                                 | Un ballo in maschera           | Verdi                 |
| Donna Leonora                          | La forza del destino           | Verdi                 |
| Voce dal cielo                         | Don Carlos                     | Verdi                 |
| Aida Sacerdotessa                      | Aida                           | Verdi                 |
| Desdemona                              | Otello                         | Verdi                 |
| Mrs. Alice Ford                        | Falstaff                       | Verdi                 |
| Elsa di Brabante                       | Lohengrin                      | Wagner                |
| Freia Wellgunde                        | Das Rheingold                  | Wagner                |
| Helmwige                               | Die Walküre                    | Wagner                |
| Wellgunde                              | Götterdämmerung                | Wagner                |
| Eva                                    | Die Meistersinger von Nürnberg | Wagner                |
| Blundenmänchen                         | Parsifal                       | Wagner                |

## Discografia

### Incisioni in studio
- Pagliacci, con Richard Tucker, Giuseppe Valdengo, Clifford Harvuot. dir. Fausto Cleva - Columbia-Philips 1951
- La bohème (Musetta), con Victoria de los Ángeles, Jussi Björling, Robert Merrill, Giorgio Tozzi, dir. Thomas Beecham - RCA/HMV 1956
- Pagliacci, con Franco Corelli, Tito Gobbi, Mario Zanasi, dir. Lovro von Matačić - Columbia/EMI 1960
- Lohengrin, con Sándor Kónya, Rita Gorr, Jerome Hines, dir. Erich Leinsdorf - RCA 1965

### Registrazioni dal vivo
- Don Giovanni (Donna Elvira), con Cesare Siepi, Fernando Corena, Margaret Harshaw, Cesare Valletti, Roberta Peters, dir. Max Rudolf - Met 1955 ed. Bensar
- Les Contes d'Hoffmann, con Richard Tucker, Roberta Peters, Risë Stevens, dir. Pierre Monteux - Met 1955 ed. Cetra/GOP
- Carmen, con Risë Stevens, Mario Del Monaco, Frank Guarrera, dir. Dimitri Mitropoulos Met 1957 ed. Nuova Era/Living Stage
- Pagliacci, con Mario del Monaco, Leonard Warren, Mario Sereni - dir. Dimitri Mitropoulos - Met 1959 ed. Arkadia/Walhall
- Il trovatore, con Carlo Bergonzi, Robert Merrill, Jean Madeira, dir. Fausto Cleva - Atlanta 1960 ed. Walhall
- Pagliacci, con Franco Corelli, Anselmo Colzani, Calvin Marsh, dir. Nello Santi - Met 1964 ed. Melodram/Myto